# Amphisbaena xera
Espèce
Amphisbaena xera est une espèce d'amphisbènes de la famille des Amphisbaenidae.

## Répartition
Cette espèce est endémique de Porto Rico. 

## Publication originale
- Thomas, 1966 : Additional notes on the amphisbaenids of Greater Puerto Rico. Breviora, no 249, p. 1-23 (texte intégral).